# Приишимка (Астраханский район)
Прииши́мка (каз. Приишимка) — село в Астраханском районе Акмолинской области Казахстана. Входит в состав Новочеркасского сельского округа. Код КАТО — 113650600.

## География
Село расположено на левом берегу реки Ишим, в юго-восточной части района, на расстоянии примерно 22 километров (по прямой) к юго-востоку от административного центра района — села Астраханка, в 9 километрах к юго-востоку от административного центра сельского округа — села Новочеркасское.
Абсолютная высота — 308 метров над уровнем моря.
Климат холодно-умеренный, с хорошей влажностью. Среднегодовая температура воздуха положительная и составляет около +4,4°С. Среднемесячная температура воздуха в июле достигает +20,6°С. Среднемесячная температура января составляет около -14,1°С. Среднегодовое количество осадков составляет около 375 мм. Основная часть осадков выпадает в период с июня по июль.
Ближайшие населённые пункты: село Ондирис — на северо-востоке, село Новочеркасское — на северо-западе.

## История
Населённый пункт возник как посёлок для спецпоселенцев (трудпосёлок №14) в составе КарЛАГа.

## Население
В 1989 году население села составляло 364 человек (из них поляки — 31 %, русские — 29 %).
В 1999 году население села составляло 302 человека (155 мужчин и 147 женщин). По данным переписи 2009 года, в селе проживало 209 человек (105 мужчин и 104 женщины).
| Численность населения | Численность населения | Численность населения |
| 1989                  | 1999                  | 2009                  |
| --------------------- | --------------------- | --------------------- |
| 364                   | ↘302                  | ↘209                  |

## Улицы
- ул. Бейбитшилик[6]